# 武蔵小山駅
武蔵小山駅（むさしこやまえき）は、東京都品川区小山三丁目にある、東急電鉄目黒線の駅である。駅番号はMG03。

## 歴史
- 1923年（大正12年）3月11日 - 小山駅として開業[3]。島式ホーム1面2線で貨物用ホームが設置されていた[3]。
- 1924年（大正13年）4月20日 - 武蔵小山駅に改称[4]。
- 1925年（大正14年）11月 - 鉄筋コンクリート造の駅舎に改築[3]。
- 1937年（昭和12年）2月 - 貨物線撤去[3]。
- 1974年（昭和49年）6月1日 - 自動改札機設置[5]。入場用×3基（普通乗車券・定期乗車券兼用）、出場用×1基（定期券専用）。
- 1995年（平成7年）10月4日：当駅を含む目黒駅 - 洗足駅間の連続立体交差事業に事業着手[6]。
- 1997年（平成9年）7月17日：改良工事に伴い、仮橋上駅舎となる[7]。
- 2000年（平成12年）8月6日 - 目蒲線が目黒線と東急多摩川線に分割され、当駅は目黒線の駅となる[8][9]。
- 2001年（平成13年）6月22日 - ホームドアの使用を開始[10]。
- 2006年（平成18年）7月2日 - 地下化[11]。地上1面2線から地下2面4線に移設[11][注 1]。
- 2009年（平成21年）5月 - 駅前広場が完成。
- 2010年（平成22年）9月17日 - 駅ビル開業[12]。

### 駅名の由来
地名が由来。近隣の小山八幡神社にちなんで「小山」になった説と、この近辺が小高い山であることに由来する「小山」が語源とする説がある。
開業当時は「小山駅」だったが、同名駅がすでに東北本線に設置されていた（ただし読みは「おやま」）ため、旧国名「武蔵」を冠して「武蔵小山駅」となった。

## 駅構造
島式ホーム2面4線を有する地下駅。目黒側に片渡り線が存在する。
目黒線では2006年9月25日から急行運転を開始した。この時点では下りで終日、上りで朝夕ラッシュ時、それぞれの時間帯において当駅で緩急接続を実施していた。日中の上り列車については当駅での緩急接続はなく、目黒駅において急行の前を走る各駅停車目黒行に急行が追い付く形で接続を取っていた。
2008年6月22日に目黒線が日吉まで延伸された際、急行の増発とともに日中の目黒折り返し各駅停車の設定は消滅したため、上下線とも終日緩急接続が実施されるようになった。その後、2023年3月18日の東急新横浜線開業に伴うダイヤ改正で、平日朝ラッシュ時の上りについては奥沢駅での追い抜きが中心となったため、当駅での緩急接続は減少した（下りは引き続き終日実施）。
地上駅時代は1面2線の島式ホーム構造であり、目黒駅寄りに片渡り線が設置されていた。駅本屋は地下式構造であったが、地下化工事に伴い支障することから仮設の橋上駅舎に変更された。
ホームドアは西小山駅と同様に地上駅時代から設置されている。
急行運転終了後に当駅まで回送される列車が存在し、夜間留置が行われる他、土曜・休日ダイヤでは深夜の目黒始発列車の一時留置も行われている。なお保線の都合上、夜間留置される番線は一定していない。
2010年9月17日に駅ビルが開業した。

### のりば
| 番線 | 路線   | 方向 | 行先                                   |
| ---- | ------ | ---- | -------------------------------------- |
| 1・2 | 目黒線 | 下り | 大岡山・日吉・新横浜・二俣川方面       |
| 3・4 | 目黒線 | 上り | 目黒・赤羽岩淵・浦和美園・西高島平方面 |

※主本線は2番線と3番線であり、1番線と4番線が待避線である。

## 利用状況
2023年度の1日平均乗降人員は51,900人である。目黒駅、日吉駅に次ぎ目黒線中第3位。
近年の1日平均乗降・乗車人員の推移は以下の通り。
| 年度               | 1日平均 乗降人員 | 1日平均 乗車人員 | 出典     |
| ------------------ | ---------------- | ---------------- | -------- |
| 1990年（平成02年） |                  | 21,888           | [ * 1 ]  |
| 1991年（平成03年） |                  | 21,989           | [ * 2 ]  |
| 1992年（平成04年） |                  | 21,644           | [ * 3 ]  |
| 1993年（平成05年） |                  | 21,381           | [ * 4 ]  |
| 1994年（平成06年） |                  | 20,784           | [ * 5 ]  |
| 1995年（平成07年） |                  | 20,454           | [ * 6 ]  |
| 1996年（平成08年） |                  | 20,079           | [ * 7 ]  |
| 1997年（平成09年） |                  | 19,830           | [ * 8 ]  |
| 1998年（平成10年） |                  | 19,244           | [ * 9 ]  |
| 1999年（平成11年） |                  | 18,448           | [ * 10 ] |
| 2000年（平成12年） |                  | 18,860           | [ * 11 ] |
| 2001年（平成13年） |                  | 19,570           | [ * 12 ] |
| 2002年（平成14年） |                  | 19,573           | [ * 13 ] |
| 2003年（平成15年） | 38,330           | 19,806           | [ * 14 ] |
| 2004年（平成16年） | 39,376           | 20,132           | [ * 15 ] |
| 2005年（平成17年） | 39,774           | 20,318           | [ * 16 ] |
| 2006年（平成18年） | 40,826           | 20,811           | [ * 17 ] |
| 2007年（平成19年） | 44,276           | 22,484           | [ * 18 ] |
| 2008年（平成20年） | 45,637           | 23,011           | [ * 19 ] |
| 2009年（平成21年） | 45,687           | 22,973           | [ * 20 ] |
| 2010年（平成22年） | 46,733           | 23,433           | [ * 21 ] |
| 2011年（平成23年） | 47,425           | 23,749           | [ * 22 ] |
| 2012年（平成24年） | 48,848           | 24,436           | [ * 23 ] |
| 2013年（平成25年） | 50,999           | 25,466           | [ * 24 ] |
| 2014年（平成26年） | 51,337           | 25,564           | [ * 25 ] |
| 2015年（平成27年） | 52,142           | 25,970           | [ * 26 ] |
| 2016年（平成28年） | 52,369           | 26,077           | [ * 27 ] |
| 2017年（平成29年） | 53,186           | 26,477           | [ * 28 ] |
| 2018年（平成30年） | 53,952           | 26,863           | [ * 29 ] |
| 2019年（令和元年） | 53,193           | 26,456           | [ * 30 ] |
| 2020年（令和02年） | 39,864           |                  |          |
| 2021年（令和03年） | 43,946           |                  |          |
| 2022年（令和04年） | 48,334           |                  |          |
| 2023年（令和05年） | 51,900           |                  |          |

## 駅周辺
当駅の地下化と合わせて、品川区により都市計画道路都道420号線（補助26号線）を整備し、駅前広場を拡張させるとともに、路線バス・タクシー乗り場も新設された。駅周辺も再開発の計画が進められている。
- 武蔵小山駅ビル - 東急ストア武蔵小山駅ビル店、アトリオドゥーエ武蔵小山（フィットネスクラブ）など[12]。
- 武蔵小山商店街「パルム」 - 駅の東側にあるアーケード商店街[24]。
- 品川区役所荏原第一地域センター
- 林試の森公園[24]
- 品川区立後地小学校
- 品川区立小中一貫校荏原平塚学園
- 品川区立小山台小学校
- 目黒区立月光原小学校
- 目黒区立向原小学校
- 目黒区立中央体育館
- 東京都立小山台高等学校
- 星薬科大学
- 品川小山三郵便局
- オオゼキ武蔵小山店

### バス路線
駅前広場拡張に伴い武蔵小山駅停留所が新設された 。なお、2009年10月31日までは、補助26号線通り上の武蔵小山停留所が最寄り停留所であった（武蔵小山駅停留所新設後も残存）。
武蔵小山駅
| 乗り場 | 運行事業者            | 系統・行先                                                                    | 備考 |
| ------ | --------------------- | ----------------------------------------------------------------------------- | ---- |
| 1      | 東急バス              | 井50：高輪ゲートウェイ駅 井51：東急大井町駅                                   |      |
| 1      | 東急バス 京浜急行バス | 羽田空港                                                                      |      |
| 2      | 東急バス              | 反11：世田谷区民会館 / 弦巻営業所 反12：東京医療センター 反11・反12：五反田駅 |      |

## 隣の駅
東急電鉄
 目黒線
■急行
目黒駅 (MG01) - 武蔵小山駅 (MG03) - 大岡山駅 (MG06)
■各駅停車
不動前駅 (MG02) - 武蔵小山駅 (MG03) - 西小山駅 (MG04)